# Mrs. Wilson
Mrs. Wilson és una sèrie de drama històric britànic de 2018, produïda per i protagonitzada per Ruth Wilson. L'actriu interpreta la seva àvia real, una vídua que descobreix una vida misteriosa i secreta després de la mort del seu marit. Es va emetre per primera vegada a BBC One al Regne Unit el 27 de novembre de 2018 i va debutar als Estats Units a PBS el 31 de març de 2019. Es va emetre a Irlanda a RTÉ2 entre maig i juny de 2021. S'ha doblat al valencià per a À Punt.